# An Old Man's Love Story
An Old Man's Love Story è un cortometraggio muto del 1913 diretto da Van Dyke Brooke.

## Produzione
Il film fu prodotto dalla Vitagraph Company of America.

## Distribuzione
Distribuito dalla General Film Company, il film - un cortometraggio in una bobina - uscì nelle sale cinematografiche statunitensi il 24 luglio 1913.
La pellicola viene conservata in una copia che era stata destinata al mercato britannico. Il film è stato pubblicato nel 2007 in un'antologia distribuita dalla Grapevine, il DVD Norma Talmadge at Vitagraph (1911-1916).